# Michael Voslensky
Michael Voslenski (Mikhail Sergeyevich Voslensky, em russo:  Михаил Сергеевич Восленский) (Berdyansk, Ucrânia, 6 de dezembro de 1920 — 8 de fevereiro de 1997, Bonn) foi um escritor da antiga União Soviética, cientista e diplomata, um dos autores do livro Nomenklatura: A Classe soviética dominante, sobre a nomenklatura soviética, traduzido em 14 línguas e impresso em várias edições.
Michael Voslensky foi um intérprete da União Soviética durante o Julgamento de Nuremberg. Entre 1953-1955, trabalhou no Conselho Mundial da Paz. Mais tarde trabalhou na Academia de Ciências da União Soviética.
Em 1974, após 4 anos de vida na Alemanha Ocidental, foi despojado da cidadania soviética (restaurada em 1990) e trabalhou no Forschungsinstitut für sowjetische Gegenwart ("Instituto de Pesquisas para a União Soviética").
Seu livro, Nomenklatura foi motivado pelas idéias de Milovan Djilas sobre a Nova Classe emergente na Estado comunista.
Em seu livro, Segredos Revelados: Falam os Arquivos de Moscou apresenta o papel do terror no sistema soviético, a evolução da KGB e da polícia secreta na União Soviética bem como o papel da "nomenklatura" na hierarquia da burocracia do Estado.